# Na wyspach Hula-Gula
Na wyspach Hula-Gula to zbiór tekstów do słuchowisk Marii Czubaszek, które tworzyła zarówno dla radia i telewizji jak i dla Szpilek. Łącznie czterdzieści siedem krótkich, satyrycznych, absurdalnych opowiadań, wymyślonych przez nią w latach siedemdziesiątych.
Książkę wznowiono w 1994 nakładem Wydawnictwa PIK w serii wydawniczej Mistrzowie Humoru. 
Opracowanie graficzne książki: Andrzej Krauze.
W słuchowiskach w rolę tytułowych postaci wcielili się: Ciotki – Irena Kwiatkowska, Kazia – Wojciech Pokora, a Mężczyzny Jerzy Dobrowolski. 

## Tytuły tekstów (opowiadań)
1. W mojej rodzinie
2. Dlaczego jestem ostatni
3. Strzelanie do pianisty surowo wzbronione
4. Mimo wszystko – udany urlop
5. Pocztówki do pana Zet
6. Wszystko przez ten głupi katar
7. Głupia sprawa
8. Nieprawdopodobna historia
9. Przepraszam, czy tu żyją?
10. Vendeta alla kobieta
11. Biała dama na czarnym koniu
12. Miłość jest ślepa
13. Największa liczba
14. Nie było rozmowy
15. W tatusia i w mamusię
16. To przesada, kochanie!
17. W moim wieku
18. Jak odniosłem swój pierwszy sukces
19. Zagadka przyrodnicza
20. Cudowny wynalazek
21. Knykieć
22. Cena nie gra roli
23. Polowanie
24. Człowień
25. Poirot
26. Aby do zimy
27. Wszyscy jesteśmy omylni
28. Może to i lepiej
29. Szkoda, że nie jesteś prawdziwym niedźwiedziem
30. Niedzisiejszy
31. Sam jak palec
32. Kiedy nie stać już na storczyk
33. Ktokolwiek zna nazwę hotelu...
34. Gdy znajdę pana ciało...
35. Atrakcyjna blondynka
36. O śpiącym królewiczu
37. I ja na tym rozwodzie byłam...
38. O rybakównie, która chciała mieć 7 krasnoludków
39. O królewnie Śmieszce, komiku Garbusku i jednym smutnym
40. No to wesołych świąt
41. Brat nie doczekał
42. Dialog
43. Znieczulica
44. Nie ze mną te numery, brunet!
45. Rozmowy z Marią
46. Podwójny żywot Piotra F. czyli Nie można żyć długo i szczęśliwie